# Филиппов, Ростислав Владимирович
Ростисла́в Влади́мирович Фили́ппов (14 декабря 1937, деревня Семеновка, Дальневосточный край — 18 июня 2006, Иркутск) — русский советский поэт, драматург и журналист.
Член Союза писателей СССР (1966). Главный редактор журнала «Сибирь» (1984—1986). Заслуженный работник культуры Российской Федерации (2005).

## Биография
В 1960 году окончил факультет журналистики МГУ.
В 1965 году обратил внимание на своё творчество после участия во Всесоюзном литературном семинаре в Чите, вошёл в так называемую Иркутскую стенку, наряду с участвующими в данном семинаре литераторами-земляками: Александром Вампиловым, Валентином Распутиным, Леонидом Красовским, Геннадием Машкиным, Юрием Самсоновым, Дмитрием Сергеевым, Вячеславом Шугаевым.
В 1966 году был принят в Союз писателей СССР.
С 1967 по 1977 годы был заведующим Читинского филиала Восточно-Сибирского книжного издательства.
С 1977 по 1984 годы был главным редактором Восточно-Сибирского книжного издательства (Иркутск).
В 1979 году вошёл в редакционную коллегию книжной серии «Литературные памятники Сибири» Восточно-Сибирского книжного издательства (Иркутск).
С 1984 по 1993 годы был ответственным секретарём Иркутского отделения Союза писателей СССР.
В 1990 году подписал «Письмо 74-х».

## Творчество
Начал писать стихи с 1957 года. Первые стихи были опубликованы в сборниках Московского университета «Радуга» и «Открытая земля». В 1964 году в Иркутске вышла первая книга стихов «Завязь».
Автор 9 поэтических сборников.

## Память
- В 2010 году в Иркутске Государственной телерадиокомпанией «Иркутск» при поддержке Министерства культуры и архивов Иркутской области, а также библиотеки имени Молчанова-Сибирского в рамках проекта «Как слово наше отзовётся…» снят телевизионный фильм, посвященный Ростиславу Филиппову (автор и ведущий — Владимир Скиф, режиссёр — Мария Аристова)[2].